# Královka Arena
De Královka Arena is een multifunctioneel stadion in de Tsjechische hoofdstad Praag, in het gemeentelijk district Praag 7. Het stadion, gelegen in de wijk Bubeneč, wordt vooral gebruikt voor basketbal en badminton. Standaard tijdens wedstrijden biedt de Kralovka Arena plaats aan 1.300 toeschouwers, maar dit kan aangevuld worden tot 2.000 plaatsen.
In de zaal ging onder meer de groepsfase van twee groepen door van het Europees kampioenschap basketbal vrouwen 2017.